# Antal Stašek
Antal Stašek, pseudonimo di Antonín Zeman (Stanový, 1843 – Praga, 1931), è stato uno scrittore ceco.
Esorcizzò la grettezza della piccola borghesia, propugnando le ragioni degli operai cechi contro i loro padroni tedeschi. Nel 1895 pubblicò la raccolta I visionari dei nostri monti, seguito nel 1900 dal romanzo Negli scuri vortici.